# 니시다 슈헤이
니시다 슈헤이(일본어: 西田 修平, にしだ しゅうへい, 1910년 3월 21일~1997년 4월 13일)은 일본의 육상 장대높이뛰기 선수이다.
와카야마현 히가시무로군 나치촌(현 나치카쓰우라정) 출신으로, 변호사 니시다 이쿠헤이의 장남으로 태어났다. 구제 와카야마 중학교(현 와카야마현립 도인 고등학교)를 졸업 후, 오다 미키오의 영향을 받아 제일 와세다 고등학교에 진학했다. 장대높이뛰기 전문가로 알려져 대학 재학 중 1932년 로스앤젤레스 올림픽에 출전, 은메달을 획득했다. 와세다 대학 이공학부 기계공학부를 졸업한 후 히타치 제작소에 입사했다. 1936년 베를린 올림픽에서는 오에 스에오와 함께 2, 3위를 나눠 가졌고, 귀국 후 서로의 메달을 끊어 "우정의 메달"을 만든 것으로 유명하다. 이 일화는 일본 도덕 보조교과서에 실리기도 했다.
베를린 올림픽에서의 모습은 레니 리펜슈탈의 기록영화 《올림피아》에도 수록되어 있지만, 실제 경기가 밤까지 이어져 촬영이 불가능해 나중에 다시 촬영한 것이다. 경기 당일, 3명이 4m 25cm의 같은 기록으로 공동 2위가 되었다. 3자 동률이 되어 펼쳐진 순위 결정전 1차에서 두 명의 일본 선수가 남아 니시다와 오에의 2위, 3위 결정만이 남았다. 시간이 오후 9시를 넘기면서 독일인 심판이 "일본인끼리"라는 이유로 중지를 제안했고, 니시다와 오오에 두 사람이 동의하여 경기가 중지되었다. 니시타는 기록이 같기 때문에 두 사람이 함께 2위를 할 것으로 생각했지만, 4m25cm를 니시타가 1차 시기에, 오에가 2차 시기에 넘어 니시다가 2위, 오에가 3위로 결정되었다. 니시다가 이에 불복해, 시상식에서 오에를 2위 시상대에 올리고 자신은 3위 자리에 올라섰다. 귀국 후에 은메달을 가지고 돌아온 오에의 형이 실수를 깨닫고 니시다에게 메달을 교환을 제안했다.  양측 모두 양보하지 않고 니시다는 오에와 상의하여 지인이 경영하는 보석점에서 2개의 메달을 나누어 이어붙였다.
41세에는 1951년 아시안 게임 장대높이뛰기에 출전하여 동메달을 획득하기도 했다. 선수 생활을 마친 후 심판과 감독으로 활약했으며, 1959년에는 일본 육상 경기 연맹 이사장에 취임했다. 일본 올림픽 위원회 위원으로서 1980년 5월 24일 모스크바 올림픽 불참을 묻는 JOC 총회 투표에서 불참을 결정했다. 1989년에는 일본 올림픽 위원회에서 올림픽 훈장 은상을 수상하기도 했다.
1997년 4월 13일 심부전증으로 사망, 향년 87세로 세상을 떠났다. 현재도 "니시다 슈헤이·다카하시 고이치 기념 국제 실내 장대높이뛰기 대회"가 매년 개최되고 있다.